# 筑紫郵便局
筑紫郵便局（ちくしゆうびんきょく）は、福岡県福岡市南区屋形原にある郵便局。民営化前の分類では集配普通郵便局であった。

## 概要
住所：〒811-1399 福岡県福岡市南区屋形原3-44-1

## 沿革
- 1885年（明治18年）7月1日 - 片縄（かたなわ）郵便局（五等）として開設。同年10月1日、貯金取扱を開始[1]。
- 1899年（明治32年）12月16日 - 為替取扱を開始。
- 1900年（明治33年）2月1日 - 岩戸（いわと）郵便局に改称。
- 1957年（昭和32年）5月1日 - 那珂川（なかがわ）郵便局に改称[2]。
- 1976年（昭和51年）12月6日 - 筑紫郡那珂川町西隈から同町後野へ移転。
- 1983年（昭和58年）6月22日 - 和文電報配達業務を筑紫が丘電報電話局に移管。
- 1997年（平成9年）10月6日 - 筑紫郡那珂川町後野から福岡市南区屋形原三丁目に移転するとともに、筑紫郵便局に改称[3]。その際、旧位置付近の利便性を確保するため、同日新たに那珂川郵便局（無集配特定郵便局）が設置された[4]。
- 1999年（平成11年） - 外国通貨の両替および旅行小切手の売買に関する業務取扱を開始。
- 2007年（平成19年）10月1日 - 民営化に伴い、併設された郵便事業筑紫支店に一部業務を移管。
- 2012年（平成24年）10月1日 - 日本郵便株式会社発足に伴い、郵便事業筑紫支店を筑紫郵便局に統合。

## 取扱内容
- 郵便、印紙、ゆうパック、内容証明
- 貯金、為替、振替、振込、国際送金、国債、投資信託
- 生命保険、バイク自賠責保険、自動車保険
- ゆうちょ銀行ATM
- 福岡市南区内の一部地域と那珂川市内全域の集配業務
- ゆうゆう窓口

## 周辺
- 国立病院機構福岡病院
- 福岡市立福翔高等学校
- 福岡市立屋形原特別支援学校
- 福岡市立老司小学校
- 福岡市立老司中学校
- 国道202号（福岡外環状道路）

## アクセス
- 西鉄バス 老司団地停留所もしくは鶴田団地停留所下車
- 福岡高速5号線 野多目出入口から南西へ約1.5km
- 駐車場あり：17台